# Graveyard (гурт, Швеція)
Graveyard — шведський музичний рок-гурт, заснований 2006-го року. У своїй творчості колектив дотримується напрямків психоделічного року та хард-року з елементами блюзу. Двічі поспіль (у 2011 та 2012 роках) на врученні престижної шведської музичної премії Grammis гурт був визнаний найкращим рок/метал-колективом країни.

## Історія
Йоакім Нільссон та Рікард Едлунд, колишні учасники гурту Norrsken, заснували Graveyard у 2006 за підтримки гітариста Трульс Меркк та барабанщика Аксель Шеберг, з яким вони раніше грали у формації під назвою Albatross. Учасники колективу швидко записали два демо-треки, дали кілька виступів та почали серйозно задумуватися про запис повноформатного альбому, уклавши контракт зі шведським лейблом Transubstans Records. Водночас вони розмістили свої демо-записи на Myspace і ті випадково потрапили до Тоні Преседо, що очолював рекордингову компанію Tee Pee Records, який також зацікавився можливістю співпраці з колективом.
Дебютний альбом Graveyard з однойменною назвою було видано у вересні 2007 року та перевидано у лютому 2008. Після появи на світ альбому гурт залишив гітарист Трульс Меркк, а його місце зайняв Йонатан Ларокка-Рамм. Загалом, реліз отримав непогані відгуки та дозволив команді взяти участь у фестивалях South by Southwest та Sweden Rock Festival у 2008 році. Окрім того, вони потрапили до журналу Rolling Stone та мали змогу гастролювати з такими гуртами, як Witch, Clutch, Witchcraft та CKY.
Пауза між виданням дебютного та наступного альбомів дещо затягнулася, втім була повністю компенсована успіхом, який мав другий повноформатник. Завдяки цьому виданню Graveyard було визнано найкращим рок/метал-гуртом Швеції за підсумками 2011 року. Наступного року, на хвилі успіху, колектив видає свій третій альбом під назвою «Lights Out», який приносить гурту другу премії Grammis поспіль!
У 2012 році, окрім музичного надбання, учасники гурту презентували пиво, що виготовляється під маркою Graveyard. Напій отримав назву Hisingen Brew.

## Склад гурту
- Йоакім Нільссон — гітара, вокал
- Йонатан Ларокка-Рамм — гітара, вокал
- Рікард Едлунд — бас-гітара
- Аксель Шеберг — ударні

Колишні музиканти
- Трульс Меркк — гітара

## Дискографія
| Альбом                | Рік  | Формат | Лейбл                  |
| --------------------- | ---- | ------ | ---------------------- |
| Graveyard             | 2007 | Альбом | Transubstans / Tee Pee |
| Ancestors / Graveyard | 2009 | Спліт  | Volcom Entertainment   |
| Hisingen Blues        | 2011 | Альбом | Nuclear Blast          |
| Lights Out            | 2012 | Альбом | Nuclear Blast          |